# 동성제약
동성제약(東星製藥株式會社, Dong Sung Bio Pharm)은 대한민국의 1957년에 설립된 의약품과 화장품 사업을 영위하는 중견 제약업체이다. 대표적인 의약품으로는 정로환, 비오킬, 그린큐, 파파민, 토스롱, 미녹시딜 등이 있으며, 화장품 및 기타 제품으로는 세븐에이트, 허브, 훼미닌, 이지엔, 에이씨케어, 바이오가이아 등이 있다.

## 연혁
- 1957년: 동성제약주식회사 전신인 서울동성제약사근제 설립
- 1961년: 기존 사명을 서울동성제약사근제를 서울동성제약주식회사로 변경하였다.
- 1965년: 끓이지 않는 염색약 '양귀비' 출시
- 1968년: 패션 염색약 '훼미닌' 출시
- 1971년: 서울 도봉구 방학동 공장 신축이전
- 1972년: 일본 다이코신약과의 기술도입제휴로 지사제 '정로환' 출시 (발매 첫해 50억 판매기록)
- 1977년: 서울 성북구 길음동 사옥이전
- 1980년: 일본 와까모도제약 기술제휴로 영양제 동성와까모도 출시
- 1983년: 미국 오리리화장품 기술제휴 '오리리카바마크' 출시
- 1984년: 서울 강남구 논현동 사옥 신축이전
- 1985년: 지사제 어린이 정로환 출시
- 1987년: 약 냄새가 안 나는 정로환당의정 출시
- 1990년: 주식상장
- 1991년: 스위스 Jesmond 사 기술제휴로 무공해 살충제 '비오킬' 출시
- 1993년: 오리리화장품 문화센터 개관
- 1994년: 동성장학재단 설립, 포쉬에화장품 주식회사 설립
- 1994년: 동성제약 생활용품 자회사 선희종합상사 설립
- 1994년: 동성제약-중국 대련화학 살충제 합작 계약체결
- 1994년: 선희복지재단 설립
- 1995년: 선희종합상사에서 동성크리너 상호변경
- 1997년: 기흥공장에서 최신시설 KGMP아산공장 준공
- 1998년: 송음 이선규 약학상 제정
- 2002년: 서울 도봉구 방학동 사옥이전
- 2006년: 미국지사 동성월드와이드 설립
- 2007년: 중국 상해지사 한몽상무유한공사 설립, 신개념 마스카라타입 염모제 '이지엔 헤어마스카라' 출시
- 2008년: 동성장학재단 송음 학술재단으로 변경, 오마샤리프화장품 태국지사 Do Thailavd 설립, '세븐에이트 무향료' 신제품 출시
- 2009년: 순간 증모제 '세븐에이트 흑채 커버스프레이' 신제품 출시
- 2010년: 봉독화장품 '에이씨케어 비즈' 신제품 출시
- 2011년: 거품염모제 '버블비 포밍 헤어칼라' 신제품 출시, 동성루맥스 설립 (LED사업)
- 2012년: 정수리 냄새 소취제 '동성 데오스칼프' 신제품 출시, 예민한 피부보호 ‘아토24’ 신제품 출시
- 2013년: 미백기능성화장품 동성 랑스크림 출시, 옻 안 타는 천연 염색 프렌차이즈 런칭
- 2014년: 광역학치료 2세대 광과민제 ‘포토론’ 희귀의약품 지정
- 2014년: 동성제약-대구광역시 대구첨복단지 연구소 건립 MOU체결
- 2015년: '이지엔 쉐이킹 푸딩 헤어컬러' 염모제 출시
- 2015년: 멋내기새치 겸용 세븐에이트 무향료 칼라크림 4.5호 신컬러 출시, 세븐에이트 편한염색/쉬운염색 출시, 에이씨케어 파머스파마시 출시
- 2016년: 주부습진 및 피부질환 치료제 반질크림 재출시
- 2017년: 동성제약 창립60주년
- 2017년: 혈액순환장애를 위한 ‘징코린정’ 출시
- 2017년: 광역학지역 대중화 동성제약연구소 대구암센터 개소
- 2018년: 동성제약 창립61주년 기업CI변경
- 2019년: 이지엔 푸딩 헤어컬러 14종 리뉴얼 출시
- 2019년: 5가지 성분에 지사제 정로환에프환,에프정 출시
- 2020년: 동성 정로환 에프환 리뉴얼 출시
- 2020년: 바르는 소염 진통제 케토팝겔 출시
- 2020년: 광노화질환 치료제 이노바에이 크림 출시
- 2021년: 마늘발효추출액 갈릭MF 출시
- 2022년: 염모제 이지엔 한-중서 2022 브랜드 대상 수상 선정 및 브랜드 파워 3년 연속 1위 선정
- 2023년: 현재 수도권에서 번진 빈대가 확산 되어, 동성비오킬 판매량이 전년 동월 대비 10배로 급증했다
- 2023년: 고용노동부 서울북부지청과 함께 일생활균형 및 안전문화 확산 업무협약식 MOU 체결
- 2023년: 동성정로환 판매 51년만에 연 매출 100억 돌파가 달성되었다.

## 제품

### 일반의약품
- 정로환
  - 정로환에프환
  - 정로환에프정
- 동성미녹시딜
  - 미녹시딜 3%
  - 미녹시딜 5%
- 두캅스에이
- 가네타인액
- 리베마린
- 비가졸
- 토스롱액
- 벤포콜캡슐
- 슬라인정
- 멘자펜정
- 유그린에프연고
- 유그린크림
- 치스민캡슐
- 케토팝겔
- 이노바에이크림
- 지노콜시럽

### OEM 위탁제품
- 써버쿨 (판매원 : ㈜녹십자)

### 전문의약품
- 크라맥스듀오시럽
- 베로단연고
- 데타손연고

### 의약외품/기타
- 비오킬 (1991년부터 판매 스위스 제스몬드홀딩스와 제휴생산)
- 바이오가이아
- 와우레이디
- 와우순면커버
- 와우프리미엄(유기농)
- 아나파테이프
- 메디가드
- 한장으로
- 블링데이 버블캔디 마우스 워시
- 핸클겔
- 갈릭MF
- 굿샷플러스

### 염모제/펌제
- 양귀비골드플러스
- 세븐에이트 (1993년부터 판매 일본 헨켈사와 제휴생산)
- 훼미닌 실키
- 허브/허브스피디
- 버블비
- 이지엔
- 헤이

### 화장품
- 에이씨케어
- 오마샤리프
- 비즈톡스
- 메디커버
- 더커버클래식
- 랑스
- 아토24
- 블링데이

## 판매중단제품
- 동성린덴
- 뉴-피링
- 세다뽕
- 뇌활
- 오-트링
- 베비콜트
- 양귀비
- 헥사트롱
- 백동청혈환
- 위활소
- 과니볼
- 안티폴
- 미화파스티
- 나이파스
- 수루피링
- 뉴-코프
- 데카메롱
- 비타구밍
- 세다뽐
- 동성귀약
- 신경피링
- 동성살충액
- 메치오닌
- 도스민
- 동성짓
- 데카비타민
- 메치구롱
- 케-오
- 포리칼
- 오렌지쥬-스시렆
- 파인애풀쥬-스시렆
- 생강쥬-스시렆
- 콜-라쥬스시럽
- 백독
- 청혈환
- 듸파마롱
- 파파아민
- 에나킹
- 뉴-피림
- 누리하
- 토스민
- 스카아민에스
- 스코루
- 아이푸라돌
- 유스티몬
- 양귀비 헤어칼라
- 마론
- 훝파우다
- 동성벤질
- 옥사페란
- 아스레탄3
- 지놀시럽
- 88-G 자연갈색
- 와까모도
- 훼미린
- 감비탄
- 오리리카바마크
- 싼도롤
- 어린이정로환
- 안중산
- 흑채스프레이
- 코스믹 카바마스크 휠
- 지놀타시럽/캅셀
- 바이락토정
- 벳쯔
- 탓치네스
- 안중산엑스
- 로드롱
- 스카민
- 온한포
- 다그린
- 파스탄
- SENNEN쑥뜸
- 유로컵-A
- 칼라인터뷰
- 오리리 C로숀
- BIO SLEEP INDUCER 수면유도기
- 이온수
- 금연향유
- 노-닉타
- 엑스—터
- 당기원
- 훼미린 스피디칼라
- 키스미
- 세븐베스트
- 비가졸 액
- 파온칼라크림
- 모드젤 코밍헤어칼라
- 아토클리어
- 반질크림(옛,삼공제약의 제품명)
- 동성 정로환
- 정로환당의정

## 사업장 현황
- 본사: 서울특별시 도봉구 도봉로 683 (방학동)
- 아산공장: 충청남도 아산시 둔포면 관대안길 45
- 대구암센터 : 대구광역시 동구 첨복로 85 (동내동) 동성제약연구소 대구암센터